# Vaxzevria

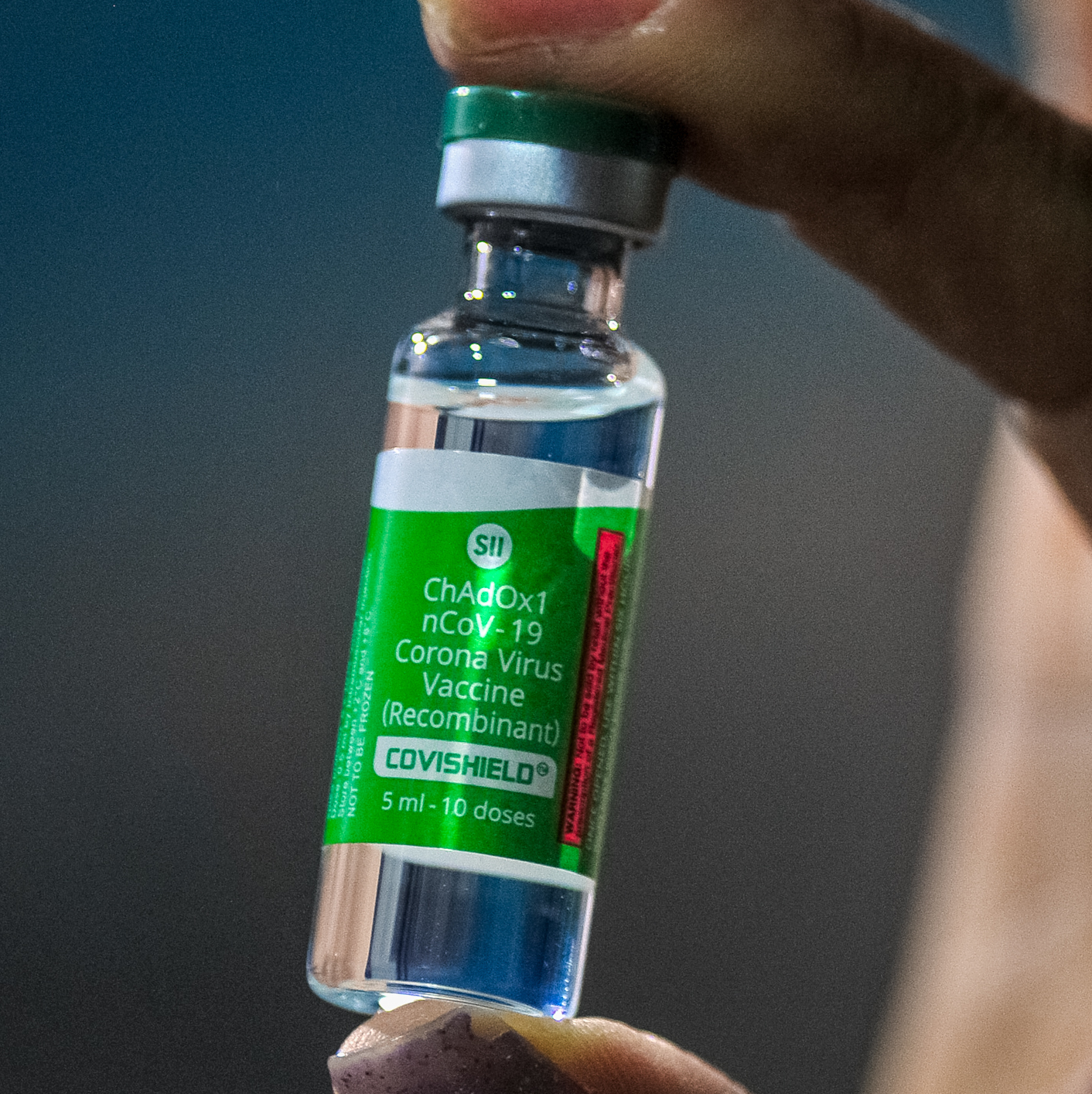
Flaska med AZD1222-vaccin, tillverkat i Indien under licens av Serum Institute of India och där salufört under namnet Covishield

Vaxzevria, tidigare AZD 1222 och ChAdOx1 nCoV-19, är ett covid-19-vaccin som utvecklats av Oxfords universitet och Astra Zeneca. Vaccinet ges intramuskulärt i två doser med användande av en vektor som är ett modifierat schimpans-adenovirus benämnt ChAdOx1.
Forskningen utfördes av Jenner Institute och Oxford Vaccine Group vid Oxfords universitet. Forskningslaget leddes av Sarah Gilbert, Adrian Hill, Andrew Pollard, Teresa Lambe, Sandy Douglas och Catherine Green. AZD1222 var en av 58 vaccinkandidater som genomgick kliniska försök 2020.
The Lancet publicerade den 8 december 2020 resultat från Fas 3-studien. Detta var den första publicerade artikeln om resultat av Fas 3-studier för en vaccinkandidat mot Covid-19. Studierna tycks visa att vaccinkandidaten presterar lägre än budbärar-RNA vaccinerna från Biontech/Pfizer och Moderna, med en skyddseffekt på 62 % när vaccinet ges med en standardiserad dos i både första injektionen (primer) och andra injektionen (booster). Genom ett metodfel kom personerna i en mindre del av testgrupperna att få en lägre primer-dos än avsett, och i detta fall verkade skyddseffekten stiga till 90 procent. Antagligen måste lämplig dosregim för vaccinet studeras mera ingående.
Vissa länder har begränsat användningen till äldre personer med högre risk för svår COVID-19-sjukdom på grund av oro över de mycket sällsynta biverkningarna av vaccinet hos yngre individer.

## Historik
Från januari 2020 arbetade Jenner Institute under Sarah Gilbert med utveckling av ett COVID-19-vaccin i ett projekt som finansierats av den brittiska regeringen. Forskarna i Oxford använde sig av den SARS-CoV-2-genom som hade sekvenserats i Wuhan.
Redan före påbörjade fas 3-studier förbereddes produktion också för utvecklingsländer genom ett avtal mellan Oxfords universitet och Astra Zeneca i april. Astra Zeneca har också i sin tur ingått produktionsavtal med Serum Institute of India beträffande en miljard doser på årsbasis.
I juni 2020 bekräftade amerikanska "National Institute of Allergy and Infectious Diseases" att en fas 3-studie skulle påbörjas i juli 2020. Astra Zeneca meddelade den 31 augusti att företaget börjat rekrytera vuxna amerikaner för tester på 30 000 personer.
Den 23 november 2020 tillkännagav Oxfords universitet och Astra Zeneca interimsresultat från fas 3-studien.

## Verkningsmekanism
Astra Zenecas vaccin bygger på DNA, som tillförs med hjälp av en adenovirusvektor. Principen skiljer sig från den som används i övriga vacciner som är aktuella för Sverige (Pfizer/Biontechs vaccin och Modernas vaccin).
Principen är att DNA för hela virusets spikeprotein (”taggarna”) tillförs med hjälp av ett modifierat adenovirus. Detta infekterar celler hos mottagaren, varvid DNA kommer ut i cytoplasman, där det transkriberas till mRNA, som sedan translateras till protein på membranbundna ribosomer. Det bildade proteinet exporteras från cellerna och framkallar ett immunsvar. Dels bildas antikroppar mot spikeproteinet, dels uppstår T-cellsimmunitet.
Den använda vektorn är ett adenovirus (betecknat ChAdOx1) som har isolerats från schimpanser (eftersom immunitet ofta finns mot humana adenovirus). Delar av virusets DNA är borttagna, så att viruset inte kan replikera (föröka) sig. I stället har man satt in DNA för hela spikeproteinet plus en s.k. ledarsekvens (som bildar 5´-UTR i mRNA) från ett annat protein (tPA), vilket visats öka immunogeniciteten.
Virusets spikeprotein (även kallat S-protein eller peplomerer) har till uppgift att binda till proteinet ACE2 på ytan av värdcellen. Antikroppar mot spikeproteinet markerar viruspartiklarna för destruktion och blockerar samtidigt bindningen till värdcellen. T-cellsimmuniteten gör samtidigt att virusinfekterade värdceller destrueras.
Tekniken att tillföra DNA med en adenovirusvektor är beprövad och har använts i genterapi. Däremot har den inte använts tidigare vid vaccinering.

## Produktion
Vaccinet är stabilt och kan lagras vid normal kylskåpstemperatur.
Under andra halvåret 2020 har Astra Zeneca ingått leveransantal med ett antal länder. Bland annat träffades den 13 juni 2020 ett avtal med den europeiska "Inclusive Vaccines Alliance", en grupp bildad av Frankrike, Tyskland, Italien och Nederländerna, om att leverera uppemot 400 miljoner doser till samtliga medlemsstater i Europeiska Unionen.

## Godkännande
Vaccinet godkändes för användning i Storbritannien den 30 december 2020.
Vaccinet, som går under namnet "Covishield" i Indien och tillverkas av Serum Institute of India, godkändes av indiska myndigheter den 3 januari 2021.
Vaccinet godkändes av Europeiska läkemedelsmyndigheten för personer från 18 års ålder och uppåt.
I Sverige gjorde Folkhälsomyndigheten en initial bedömning att användning endast rekommenderas för personer över 65 år. Denna begränsning kom dock att justeras den 4 mars efter att data från bland annat Storbritannien visat på skydd även för äldre åldersgrupper.
Försäljningstillståndet för Vaxzevria inom EU återkallades den 27 mars 2024 på begäran av tillverkaren, och vaccinet avregistrerades därmed.